# Bacanje koplja slobodnim stilom na Olimpijskim igrama
Osvajači olimpijskih medalja u atletskoj disciplini bacanje koplja u slobodnom stilu, koja se našla u programu Igara dvaputa i to samo u muškoj konkurenciji, prikazani su u sljedećoj tablici:
| Olimpijske igre | Zlato              | Zlato    | Srebro                 | Srebro  | Bronca                 | Bronca  |
| Atena 1906.     | Eric Lemming (ŠVE) | 53,90 m  | Knut Lindberg (ŠVE)    | 45,17 m | Bruno Söderström (ŠVE) | 44,92 m |
| London 1908.    | Eric Lemming (ŠVE) | 54,445 m | Michalis Dorizas (GRČ) | 51,36 m | Arne Halse (NOR)       | 49,73 m |